# 757 Portlandia
För andra betydelser, se Portlandia (olika betydelser).
757 Portlandia eller 1908 EJ är en asteroid i huvudbältet, som upptäcktes 30 september 1908 av den amerikanske astronomen Joel Hastings Metcalf i Taunton. Den är uppkallad efter den amerikanska staden Portland.
Asteroiden har en diameter på ungefär 32 kilometer.